# Pravdoliub Ivanov
 (mars 2025).
- Si vous ne connaissez pas le sujet, laissez ce bandeau (vous pouvez alors contacter les auteurs).
- Si vous supprimez le contenu mis en cause (vous pouvez préalablement contacter les auteurs),

argumentez précisément cette suppression dans la page de discussion
(un manque de référence n'est pas un argument ; une recherche réelle de référence doit avoir été effectuée, être formellement documentée).
Pour les articles homonymes, voir Ivanov.
Pravdoliub Ivanov est un artiste plasticien né en 1964 à Plovdiv en Bulgarie. 

## Biographie
(5 mars 2025).
Pravdoliub Ivanov vit et travaille actuellement à Sofia. Il est diplômé en 1993 de l'Académie des Beaux-arts de Sofia et rencontre depuis peu un certain succès, notamment grâce à sa participation remarquée à la Biennale de Venise en 2006. 
Son travail est marqué par une forte influence au sujet de l'après-communisme et du bloc de l'Est face à l'Ouest. Il entame depuis quelques années un travail teinté de cynisme et d'humour qui rappelle sans nul doute Maurizio Cattelan par son esprit déroutant et provocateur. Pravdoliub détourne nos habitudes occidentales pour mieux inverser les situations et changer la normalité en absurde. Cet absurde, loin de n'être qu'humour, tourne autour de la thématique des pays de l'Est et de leur situation depuis la fin de la guerre froide et la chute du mur de Berlin. La métamorphose des objets usuels dans les mains de Pravdoliub aboutit à des œuvres inusuelles, décalées et inconcevables.

## Quelques œuvres
- Pessimism no more ! (Plus de pessimisme !), 2004, installation, fromage, assiette, pansements, dimensions variables, Museum of Contemporary Art-Sydney, 14e Biennale de Sidney : Pravdoliub détourne le gruyère traditionnel, presque cartoonesque, et le couvre de pansements tout aussi caricaturaux. En supprimant les trous, en les considérants comme des blessures, Pravdoliub va à l'encontre de l'adage qui veut que les trous soient synonymes de qualité dans ce type de fromage. Par là, l'artiste va à l'encontre de la tradition franco-suisse et cherche la provocation autant que l'aspect humoristique et absurde.
- Memory is a Muscle (La mémoire est un muscle), 2007, résine et silicone, 100 x 100 x 300 cm, 52e Biennale de Venise, Pavillon Bulgare : l'artiste souligne une expression du langage courant et la retranscrit en la prenant au pied de la lettre. Voila pourquoi l'œuvre consiste en un haltère gigantesque dont les poids sont des globes oculaires. L'œil étant le premier véhicule du souvenir, en l'associant directement au symbole haltérophile de la force, Pravdoliub inscrit la mémoire tel un sport.
- Hope, Hopeful, Hopefulness , 2005, installation, feu de signalisation trafiqué, Usti nad Labem, République Tchèque : cette œuvre in situ de Pravdoliub présente un feu tricolore placé à un carrefour. Rien d'extraordinaire si ce n'est que le feu ne s'allume qu'en vert sur les trois emplacements. Absurde et inutile, le feu qui d'ordinaire impose une règle devient arbitrairement inutile.

## Quelques expositions
- 2007 : Double Trouble, avec Valio Chenkov, Galerie Steinle, Munich, Allemagne
- 2007 : 52e Biennale de Venise "A Place You Have Never Been Before", Pavillon Bulgare (commissaires : Vesela Nozharova)
- 2006 : Of Mice and Men, 4e Biennale de Berlin (commissaires : Maurizio Cattelan, Massimiliano Gioni, Ali Subothnick)
- 2003 : Existing Objects, ATA Center / Institut d'art contemporain de Sofia, Sofia
- 2002 : Pessimism No More, Musée des Beaux Arts, La Chaux-de-Fonds, Suisse